# Baqet III.
| G29 | q · t | M1 |

| G29 | q · t | M1 |

Baqet III. byl egyptský úředník během 11. dynastie a nomarch nomu Antilopy (16. nom v Horním Egyptě).
Jako syn Ramušentiho spravoval také město Men'at Khufu.

## Hrobka BH15
Baqet III. byl pohřben v Beni Hasan v hrobce číslo 15 (BH15). Hrobka se skládá z kaple a vnitřní pohřební komory. Je známá svými pozoruhodnými obrazy. 
Severní zeď zobrazuje Baqeta a jeho ženu při jejich každodenním životě, lovu různých zvířat  a různé řemeslníky při práci. Východní zeď zobrazuje množství zápasových pozic a technik. Jižní zeď ukazuje Baqetův pohřeb, ale také některé lidi hrající senet.

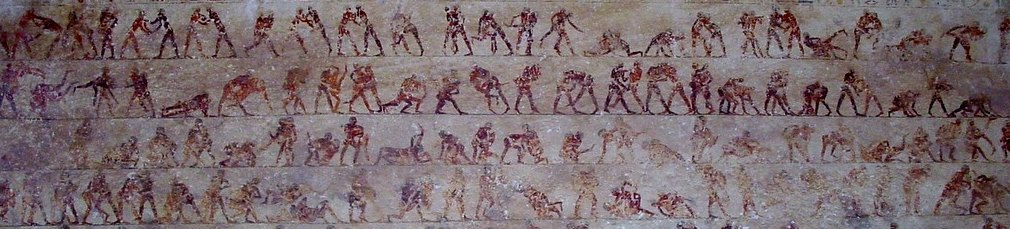
Některé ze zápasových scén.